# Ензимопатија
Ензимопатије представљају наследне болести до којих долази услед недостатка неког ензима. Наслеђују се моногенски, аутозомно рецесивно. Неке од најчешћих ензимопатија су:
- албинизам
- алкаптонурија
- галактоземија
- Теј-Саксова болест
- фенилкетонурија и др.

- Видети: Типови наслеђивања